# Four
A Four  a One Direction nevű brit-ír fiúegyüttes negyedik stúdióalbuma, amelyet 2014. november 17-én adott ki a Columbia Records és a Syco Music.  Az album előtt két kislemez, a "Steal My Girl" és a "Night Changes" jelent meg; mindkettő elérte a platina státuszt az Egyesült Államokban. Ez az album a One Direction utolsó stúdióalbuma Zayn Malikkal, aki 2015. március 25 -én bejelentette, hogy kilép az együttesből.
Az album általában pozitív kritikákat kapott a zenekritikusoktól. 18 országban, köztük az Egyesült Királyságban, Ausztráliában és az Egyesült Államokban az első helyen debütált. A Four-ral a One Direction lett az első zenekar, amelynek első négy albuma az első helyen szerepelt az Egyesült Államokban. A Fonográfiai Ipar Nemzetközi Szövetsége (IFPI) szerint a Four 2014-ben a hatodik legkelendőbb album volt, 3,2 millió példányt adtak el világszerte.

## Háttér
2014. április 27 -én megerősítést nyert, hogy a One Direction negyedik stúdióalbumán dolgozik. Louis Tomlinson és Liam Payne az album nagy részén Julian Bunetta, John Ryan és Jamie Scott dalszerzőivel dolgoztak; Harry Styles és Zayn Malik is írt dalokat Bunettával, Ryannel, Scott-tal és Johan Carlsson producerrel. Az album nevét és borítóját szeptember 8 -án jelentették be a One Direction hivatalos weboldalán, a "Fireproof" című dalt pedig ingyenesen le lehetett tölteni a honlapról. A "Fireproof" -ot Payne és Tomlinson írta John Ryan, Jamie Scott és Julian Bunetta mellett, akik a "Story of My Life" című kislemezt írták. 24 óra alatt 1.1 millióan töltötték le. A dalt szeptember 22 -én töltötték fel a zenekar Vevo -fiókjára.